# Uridina difosfato
L'uridina difosfato, comunemente abbreviato come UDP, è un nucleotide. Si tratta di un estere dell'acido pirofosforico con il nucleoside uridina. L'UDP consiste di un pirofosfato, di uno zucchero pentoso (il ribosio) e della base azotata uracile.
L'uridindifosfato è coinvolto in numerosi processi metabolici, come la glicogenosintesi o la conversione di galattosio in glucosio necessaria per il suo ingresso nella glicolisi.